# Окукље
Окукље (итал. Camera или Occùchie) је насељено место у саставу општине Мљет, на острву Мљету, Дубровачко-неретванска жупанија, Република Хрватска.

## Географски положај
Налази се на северној страни острва, на Мљетском каналу. Увала у којој је смештено је најзаштићенија мљетска увала од свих врста ветрова.

## Историја
До територијалне реорганизације у Хрватској налазило се у саставу старе општине Дубровник.
Окукље је настало за време владавине Дубровачке републике када се на мору успоставља релативна сигурност од гусарских напада и када део становника из Врхмљећа силази на море. У документима из 1414. године спомињу се Лука и Стјепан, браћа из Окукља, а у 1500. године судија за Окукље је био Милош Анковић, а дворник Никола Дужевић. У Вендитима из 1503. године забележене су две продаје земљишних поседа становника Окукља становницима Марановића.
У време мира, када није било гусарских напада, Окукље се развија у луку из које су трговци свакодневно испловљавали у Дубровник и продавали своје вино, уље, рибу и дрва.
У 17. веку почињу невоље за Окукље јер су гусарски напади постали све учесталији и све јачи. Прва трагедија се догодила за време Кандијског рата, који је трајао од 1645. до 1669. године. Которски гусари су напали насеље 1650. године, а Новљански гусари девет година касније. Трећи гусарски напад се десио 1668. године, а најразорнији је био 29. августа 1669. године, кад су чете млетачког капетана Деангелиса с 800 гусара до темеља опљачкали Окукље и сва остала места уз обалу. Иако су страх и несигурност становништва били велики, још увек се није напуштало место, али је 1693. године, слуга свештеника Колендића открио гусарима где становници држе новац и драгоцености те при нападу на место, гусари поробљавају, пале и уништавају цело место. Свештеник се једва спасио бегом у Корита, а њега следе и остали становници.
У Окукљу до краја Другог светског рата нико није живео, али га опет насељава становништво Марановића. Данас се Окукље развија као туристичко место.

## Становништво
На попису становништва 2011. године, Окукље је имало 31 становника.
| Број становника по пописима | Број становника по пописима | Број становника по пописима | Број становника по пописима | Број становника по пописима | Број становника по пописима | Број становника по пописима | Број становника по пописима | Број становника по пописима | Број становника по пописима | Број становника по пописима | Број становника по пописима | Број становника по пописима | Број становника по пописима | Број становника по пописима | Број становника по пописима |
| --------------------------- | --------------------------- | --------------------------- | --------------------------- | --------------------------- | --------------------------- | --------------------------- | --------------------------- | --------------------------- | --------------------------- | --------------------------- | --------------------------- | --------------------------- | --------------------------- | --------------------------- | --------------------------- |
| 1857                        | 1869                        | 1880                        | 1890                        | 1900                        | 1910                        | 1921                        | 1931                        | 1948                        | 1953                        | 1961                        | 1971                        | 1981                        | 1991                        | 2001                        | 2011                        |
| 0                           | 0                           | 0                           | 0                           | 0                           | 0                           | 0                           | 0                           | 0                           | 0                           | 0                           | 0                           | 12                          | 16                          | 20                          | 31                          |

Напомена: Исказује се од 1981. као самостално насеље настало издвајањем из насеља Марановићи. Као део насеља јавља се 1953. Од 1953. до 1971. без становника.
После катастрофалног гусарског напада на Окукље 1693. године, Окукље је било ненасељено све до 1981. године када је било забељежено првих 12 сталних становника насеља. После Другог светског рата, становници Марановића полако обнављају своју луку, али је насељавају само током летних месеци.

### Попис1991.
На попису становништва 1991. године, насељено место Окукље је имало 16 становника, следећег националног састава:
| Попис 1991.‍ | Попис 1991.‍ | Попис 1991.‍ | Попис 1991.‍ | Попис 1991.‍ |
| ----------- | ----------- | ----------- | ----------- | ----------- |
|             |             |             |             |             |
| Хрвати      | Хрвати      |             | 16          | 100%        |
| укупно: 16  |             |             |             |             |

## Привреда
Кроз историју, Окукље се развијало као лука насеља Марановићи јер је вро добро заштићена од ветрова и била је најближа Мљетска лука Дубровнику те се Окукље и развијало као трговачка лука из које се према Дубровнику па онда и даље извозило све, што се на острву производило.
Гусарским разарањима, место се гаси, а после Другог светског рата се почиње развијати као туристичка лука. Крајем 20. века, Окукље је имало бродску везу с Дубровником, која је због нетрентабилности укинута. Данас је Окукље туристичко место, које своју привреду базира на угоститељству.